# مجزرة مدرسة التابعين (نوفمبر 2024)
مجزرة مدرسة التابعين (نوفمبر 2024) في نوفمبر 2024، استشهد 11 بينهم أطفال، في قصف إسرائيلي استهدف مدرسة التابعين في غزة فجر اليوم الأربعاء. وفقًا للتقارير المحلية، كان الضحايا من بين النازحين الذين لجأوا إلى المدرسة هربًا من القصف في أماكن أخرى. هذه الحادثة تعد واحدة من سلسلة من التصعيدات التي أثارت استنكارًا دوليًا بشأن استهداف المدنيين والمرافق الإنسانية.
وتم استهداف الطابق الثالث والرابع من مدرسة التابعين التي تؤوي نازحين في في شارع النفق وسط مدينة غزة.

## المجزرة
في 27 نوفمبر 2024 استشهد 11 فلسطينيين بينهم ثلاثة أطفال وأصيب عدد آخر فجر اليوم الأربعاء في غارة إسرائيلية استهدفت مدرسة التابعين للنازحين في مدينة غزة.
وقالت مصادر طبية إن عددا من الجرحى بعضهم في حالة حرجة تم نقلهم إلى مستشفيات محلية. وقالت أيضا إن المدرسة تعرضت لأضرار بالغة جراء الهجوم.

## انظر ايضا
- مجزرة مدرسة التابعين 2024
- مجزرة مدرسة أبو حسين أكتوبر 2024
- مجزرة خان يونس (25 ديسمبر 2023)
- مجزرة رفح (12 فبراير 2024)
- حصار جباليا
- مجزرة رفح (9 فبراير 2024)